# Јелена Ђорђевић Поповић
Јелена Ђорђевић Поповић (Београд, 3. јануар 1970) српска је гласовна глумица, новинарка, ТВ водитељка, репортерка и спикерка. Запослена је на Радио-телевизији Србије.

## Биографија
Јелена Ђорђевић Поповић рођена је 3. јануара 1970. године у Београду. Завршила је школу за индустријско обликовање – дизајнерску у Београду, одсек дизајн амбалаже. После тога, конкурисала је на Факултету драмских уметности у Београду, међутим није прошла. Дипломирала је на Високој школи ликовних и примењених уметности у Београду, одсек аранжер декоратер, у класи професора Братомира Баругџића, академског сликара, 1989. године. Осликавањем ципела и одевних предмета и модних детаља од коже, као и другим креативним вештинама бави се већ око 10 година.
Живот јој се драстично мења 1986. године, када постаје члан Драмског студија Радио Београда. Тих година је успешно сарађивала са редитељем, продуцентом и глумце Мирославом Алексићем и редитељем Батом Миладиновићем. Радила је на емисији „Покажи шта знаш”. У периоду од 1991. до 1996. године радила је као активан члан Индексовог радио позоришта, у којем се истакла у глуми, имитацијама и певању. Често је имитирала Стаку Новковић Ђорђевић, спикерку РТС-а, а певала је најчешће Цецу Ражнатовић, Лепу Брену, Изворинку Милошевић и бројне друге.
Године 1990. добија посао новинара-репортера, уредника и спикера у информативној редакцији ТВ Политика. У то време је радила и као новинар-сарадник на специјалним пројектима листа Политикин забавник.
На Радио-телевизију Србије прелази 1994. године, на позив Никице Курка. У почетку је радила на Београдској хроници и водила Јутарњи програм суботом (касније средом). Затим је радила репортаже и прилоге за данас култну емисију „Ипак се окреће” Миодрага Попова. Заједно су урадили око 200 емисија. Радила је за документарни, спортски, дечји и забавни програм РТС-а.
Уредница и водитељка је ТВ емисије за дијаспору, „Србија на вези”, која се већ 28 година емитује на РТС Свет. Пре тога је низ година радила на сличним емисијама под називима „Мост” и „Директно”. Такође је репортерка у емисији Шареница.
Активна је у синхронизацијама анимираних и играних филмова и серија на српски језик. Лиценцирани је српски глас Мини Маус и Пепе Прасе. На кастингу за Мини Маус, прошла је једногласно од стране компаније Волт Дизни, поред још 12 глумица које су конкурисале за улогу. Радила је за студије Лаудворкс, Блу хаус, Студио, Моби, Соло и Голд диги нет, као и за Синкер медија и Призор и телевизије Канал Д и Хепи.
Живи и ради у Београду. Удата је, има 2 ћерке, Наташу Поповић и Ану Поповић, које су такође гласовне глумице.

## Улоге у синхронизацијама
| \| Година \| Наслов \| Улога \| \| ---------- \| ------------------------------------------------ \| ------------------------------------------------------------------------------------------------------------------------------ \| \| 2002-2009. \| Тајни агент Изи \| Лора (први, други серијал и рекламе) \| \| 2004. \| Чупко \| Чупко, госпођа Кану \| \| 2005. \| Ајанг \| Ајанг, Сори \| \| 2005-2006. \| Југио \| Теа Гарднер, Мокуба Каиба \| \| 2005. \| Улица Сезам (Косово и Метохија) \| разни ликови \| \| 2006. \| Б-Даман \| Лијена \| \| 2006. \| Тролови (2005) \| Аметист, Руби \| \| 2006. \| Артур и Минимоји \| Продавачица \| \| 2006. \| Лило и Стич: Серија \| Главна саветница, Гречен, додатни гласови \| \| 2006. \| Мали Амадеус \| Нанерл Моцарт, Кати \| \| 2006. \| Хуго и Егон \| уводна шпица \| \| 2006. \| Мики Маус и пријатељи \| Мини Маус \| \| 2006. \| Нове пустоловине Винија Пуа \| Ру \| \| 2006. \| Пачије приче \| Веби Вандерквак, Госпођа Бикли \| \| 2006. \| Петар Пан 2: Повратак у Недођију \| Дени, Вижљави, близанци \| \| 2006. \| Пустоловине Микија и Паје \| Мини Маус \| \| 2006-2008. \| Фифи и цветно друштво (Лаудворкс) \| Љубичица, Пип, Попи \| \| 2006. \| Херкул (ТВ серија) \| Афродита, Деметра, Кирка \| \| 2007. \| Мачак Били \| Краљица итд. \| \| 2007. \| Брац: Страствена мода \| Госпођа Џоунс \| \| 2007. \| Књига о џунгли 2 \| Ранџан \| \| 2007. \| Миш Базил, велики детектив \| Оливија Флавершем, Госпођа Џадсон \| \| 2008. \| Аладин (ТВ серија) (Лаудворкс) \| додатни гласови \| \| 2008. \| Винкс (сезона 3) \| Флора, Тјун \| \| 2008. \| Дамбо \| Приси \| \| 2008. \| Дарквинг Дак \| разни ликови \| \| 2008. \| Мала сирена (ТВ серија) \| Флаундер, Ариста \| \| 2008. \| Медведићи \| Сани \| \| 2008. \| Микијев клуб \| Мини Маус \| \| 2008. \| Микијева радионица (1999) \| Мини Маус \| \| 2008. \| Мопатопова радња \| разни ликови \| \| 2008. \| Паја Патак вам представља \| Мини Маус \| \| 2008-2013. \| Пепа Прасе (Лаудворкс) \| Пепа Прасе, Белинда, Госпођа Зека, Мама Зека \| \| 2008. \| Супер Марио браћа (Канал Д) \| Кути Пај Купа итд. \| \| 2008. \| Тарзан \| Мали Тантор, Танторова мајка, Теркина мајка \| \| 2008. \| Тимон и Пумба (Лаудворкс) \| додатни гласови \| \| 2009-2010. \| Бакуган \| Ваверн \| \| 2009. \| Поко \| Уводна шпица \| \| 2009. \| Праслинов велики филм \| Ру \| \| 2009. \| Слонгегов филм \| Ру \| \| 2009. \| Шиљина екипа \| Пистол \| \| 2009. \| Артур и Малтазарова освета (Призор) \| \| \| 2009. \| Бонкерс \| Мила Буква, Диландра „Дил“ Буква итд. \| \| 2009. \| Микијева играоница (Лаудворкс) \| Мини Маус \| \| 2010. \| Випо (Лаудворкс) \| Бети \| \| 2010. \| Диносаурус \| Сури, Бејлин \| \| 2010. \| Луптиду (Лаудворкс) \| Гледис \| \| 2010. \| Механичка дружина \| Мишица \| \| 2010. \| Моји пријатељи Тигар и Пу \| Ру \| \| 2010. \| Пинки и Перки шоу \| додатни гласови \| \| 2010-2011. \| Потрага за Делтором \| Франсоа \| \| 2010. \| Прича о играчкама 3 \| Бонина мама \| \| 2010-2011. \| Сирене \| Хенон Хошо, Сеира, Момо (дијалози) \| \| 2011-2014. \| Беново и Холино мало краљевство \| Барнаби, Љубица, Госпођа Фотерингил \| \| 2011-2015. \| Гарфилдов шоу \| Лиз Вилсон, Арлин \| \| 2011. \| Јагодица Бобица: Бобичанствене пустоловине \| Лимунчица \| \| 2011. \| Подкетс \| Гала \| \| 2011. \| Црни казан \| Орвен, Вила \| \| 2012-2017. \| Миа и ја (С1-3) \| Тесандра (С2), Краљица Мајла, Пантеа, Грофица Ди Нола, Ксолана (С2), Гарнивера (С2) \| \| 2012. \| Анђеоски пријатељи \| Ури, Темптела \| \| 2012. \| Краљ диносауруса (Лаудворкс) \| Лаура, Аки Тејлор \| \| 2012. \| Поручник жабац \| Нацуми Хината, Сумомо \| \| 2013. \| Авантуре Чака и пријатеља (Лаудворкс) \| Холи \| \| 2013. \| Бројне пустоловине Винија Пуа \| Ру \| \| 2013. \| Вондер петс \| додатни гласови \| \| 2013. \| Клифорд (Лаудворкс) \| Госпођа Браун \| \| 2013. \| Крипи \| Бани \| \| 2013. \| Принцезе \| Ринго Јукимори \| \| 2013. \| У ритму срца \| Марија Такарада \| \| 2013. \| Лисица и пас \| Удовица Твид \| \| 2013. \| Хватај коња! \| Мини Маус \| \| 2014. \| Гон \| Куман, Ори, Витека, Суко \| \| 2014. \| Јастучићи \| Краљица вила \| \| 2014. \| Кошница \| Краљица, Госпођа Оса \| \| 2014. \| Лалалупси \| Пепер, Марина \| \| 2014. \| Лего пријатељи (Лаудворкс) \| Миа \| \| 2014. \| Мали вук \| Бака, Грлиша \| \| 2014. \| Меде Медењаци: Добро дошли у Доброград \| Сања, Бака, девојчице \| \| 2014. \| Погађајте са Чађом (Лаудворкс) \| Мими \| \| 2014. \| Покојо (Лаудворкс) \| Покојо \| \| 2014. \| Пчелица Маја (2012) \| Макс \| \| 2014. \| Смрда фу \| Патка, Чапља \| \| 2014. \| Чувари снова \| Ајсела \| \| 2015. \| Барби и њене сестре у великој авантури са куцама \| Челси \| \| 2015. \| Магична породица \| Љутиција \| \| 2015-2022. \| Марсупилами: Хуба! Хуба! Хоп! \| Дајана Форстер; Фелисија Деворт (С3) \| \| 2015. \| Миш Тип \| Тип, Офи \| \| 2015. \| Пепа Прасе (Студио) \| Пепа Прасе, Мадам Газела \| \| 2015. \| Пепа Прасе (Блу хаус) \| Пепа Прасе \| \| 2016. \| Клоин ормарић \| Дени, Лил, мама \| \| 2016. \| Ленин ранч (сезона 2) \| Саманта \| \| 2016. \| Тинејџ вештица \| Урсула Ван Пелт \| \| 2016. \| Чарли иде у школу \| Лили, Пејџ, Шели \| \| 2017. \| Ники, Рики, Дики и Дон \| Алекс Гурнашели, Госпођа Гресл \| \| 2017. \| Пирата и Капетано \| Пирата \| \| 2017-2018. \| Сунђер Боб Коцкалоне (Голд диги нет ТВ синх.) \| додатни гласови \| \| 2017. \| Три мачета \| Љутица \| \| 2018. \| Најбољи летачи \| Трини (С2Е25) \| \| 2018. \| Инстант мама \| додатни гласови \| \| 2018. \| Ја сам Френки \| Госпођица Хју \| \| 2018. \| Код куће: Авантуре Тип и Оа \| Луси Тучи итд. \| \| 2018. \| Кућа Бука \| Лиса Бука (неке епизоде) \| \| 2018. \| Миракулус: Авантуре Бубамаре и Црног Мачора \| Госпођица Менделејев \| \| 2018. \| Развали игру \| Клер Бегонија \| \| 2018. \| Си дед ран \| Кристин, Кет итд. \| \| 2018. \| Ригл акедеми \| Зле полусестре (С2Е20) \| \| 2019. \| Апћиха! \| Директорка Исолде Хамер \| \| 2019. \| Блејз и чудовишне машине \| Полицајка Ана \| \| 2019. \| Доживотна родбина \| Судија \| \| 2019. \| Кунг-фу панда: Шапе судбине \| Ну Хаи, Џејд Таск итд. \| \| 2019-2021. \| Нубови \| Марина Гомез (сем у С1Е2)[3] \| \| 2019. \| Парк чудеса \| додатни гласови \| \| 2019. \| Патролне шапе \| Жена Птица, Хејли Дејли \| \| 2019. \| Боми и Пријатељи \| Јип, Маја \| \| 2020. \| Лего: Градска посла \| Габи Премакамери (С1), Мери Синклер, Ширли (С2-3), Новица Партнер (сем у С3Е3, 5), Велика Бети (сем у С3Е5), Лери, тетка Ирена \| \| 2020. \| Прстохват магије \| Ђина Силверс \| \| 2020. \| Дорг Ван Данго \| Патронела \| \| 2020. \| Дугастично-лептираста једнорог-маца \| Атена \| \| 2020. \| Олијев свемирски ранац \| Ашлор (сем у еп. 23Б), Кортни Пауереџ \| \| 2020. \| Хенри Опасност \| додатни гласови \| \| 2020. \| Тата-мата Расти \| Лијам (С3Е6-26) \| \| 2021. \| Мистерија породице Хантер \| Изабел Џексон \| \| 2021. \| Авантуре шашаве дружине \| Бакица, Петунија \| \| 2021. \| Варварка и трол \| Алвин \| \| 2021. \| Виктор и Валентино \| Сењора Гонзалес; Лупе (С1, С2Е11, 19, 22) \| \| 2021. \| Време је за авантуру: Далеке земље \| додатни гласови \| \| 2021. \| Медвеђа дружина: Филм \| додатни гласови \| \| 2021. \| Свемирски баскет: Ново наслеђе \| Бакица \| \| 2021. \| Пепа Прасе (Голд диги нет) \| Клои Прасе (неке епизоде), Госпођа Крава \| \| 2022. \| Томас и другари () \| Дизел \| \| 2022. \| Томас и другари: Трка за награду острва Содор \| Дизел \| \| 2022. \| Звездане стазе: Протозвезда \| Бренаријска заставница \| \| 2022. \| Дечак који је викао вукодлак \| Мадам Варколак \| \| 2022. \| Краљ Птичица \| Бакица \| \| 2022. \| Код куће за празнике \| Луси Тучи итд. \| \| 2023. \| Трансформерси: Земаљска искра \| Агент Бугери \| \| 2023. \| Томас и другари: Мистерија Осматрачнице \| Дизел \| \| 2023. \| Нинџаго: Уздизање змајева \| додатни гласови \| \| 2024. \| Било једном у студију \| Мини Маус \| \| 2024. \| Рони, Оли, рони: Херој у чаробној потрази \| Оли, Пич, Шаркскин (дете) \| \| 2024. \| Норм северњак: Кључеви краљевства (Студио) \| Вера, Елизабет \| |                                                  | |
| Година | Наслов                                           | Улога |
| 2002-2009. | Тајни агент Изи                                  | Лора (први, други серијал и рекламе)                                                                                           |
| 2004. | Чупко                                            | Чупко, госпођа Кану |
| 2005. | Ајанг                                            | Ајанг, Сори |
| 2005-2006. | Југио                                            | Теа Гарднер, Мокуба Каиба |
| 2005. | Улица Сезам (Косово и Метохија)                  | разни ликови |
| 2006. | Б-Даман                                          | Лијена |
| 2006. | Тролови (2005)                                   | Аметист, Руби |
| 2006. | Артур и Минимоји                                 | Продавачица |
| 2006. | Лило и Стич: Серија                              | Главна саветница, Гречен, додатни гласови                                                                                      |
| 2006. | Мали Амадеус                                     | Нанерл Моцарт, Кати |
| 2006. | Хуго и Егон                                      | уводна шпица |
| 2006. | Мики Маус и пријатељи                            | Мини Маус |
| 2006. | Нове пустоловине Винија Пуа                      | Ру |
| 2006. | Пачије приче                                     | Веби Вандерквак, Госпођа Бикли                                                                                                 |
| 2006. | Петар Пан 2: Повратак у Недођију                 | Дени, Вижљави, близанци |
| 2006. | Пустоловине Микија и Паје                        | Мини Маус |
| 2006-2008. | Фифи и цветно друштво (Лаудворкс)                | Љубичица, Пип, Попи |
| 2006. | Херкул (ТВ серија)                               | Афродита, Деметра, Кирка |
| 2007. | Мачак Били                                       | Краљица итд. |
| 2007. | Брац: Страствена мода                            | Госпођа Џоунс |
| 2007. | Књига о џунгли 2                                 | Ранџан |
| 2007. | Миш Базил, велики детектив                       | Оливија Флавершем, Госпођа Џадсон                                                                                              |
| 2008. | Аладин (ТВ серија) (Лаудворкс)                   | додатни гласови |
| 2008. | Винкс (сезона 3)                                 | Флора, Тјун |
| 2008. | Дамбо                                            | Приси |
| 2008. | Дарквинг Дак                                     | разни ликови |
| 2008. | Мала сирена (ТВ серија)                          | Флаундер, Ариста |
| 2008. | Медведићи                                        | Сани |
| 2008. | Микијев клуб                                     | Мини Маус |
| 2008. | Микијева радионица (1999)                        | Мини Маус |
| 2008. | Мопатопова радња                                 | разни ликови |
| 2008. | Паја Патак вам представља                        | Мини Маус |
| 2008-2013. | Пепа Прасе (Лаудворкс)                           | Пепа Прасе, Белинда, Госпођа Зека, Мама Зека                                                                                   |
| 2008. | Супер Марио браћа (Канал Д)                      | Кути Пај Купа итд. |
| 2008. | Тарзан                                           | Мали Тантор, Танторова мајка, Теркина мајка                                                                                    |
| 2008. | Тимон и Пумба (Лаудворкс)                        | додатни гласови |
| 2009-2010. | Бакуган                                          | Ваверн |
| 2009. | Поко                                             | Уводна шпица |
| 2009. | Праслинов велики филм                            | Ру |
| 2009. | Слонгегов филм                                   | Ру |
| 2009. | Шиљина екипа                                     | Пистол |
| 2009. | Артур и Малтазарова освета (Призор)              | |
| 2009. | Бонкерс                                          | Мила Буква, Диландра „Дил“ Буква итд.                                                                                          |
| 2009. | Микијева играоница (Лаудворкс)                   | Мини Маус |
| 2010. | Випо (Лаудворкс)                                 | Бети |
| 2010. | Диносаурус                                       | Сури, Бејлин |
| 2010. | Луптиду (Лаудворкс)                              | Гледис |
| 2010. | Механичка дружина                                | Мишица |
| 2010. | Моји пријатељи Тигар и Пу                        | Ру |
| 2010. | Пинки и Перки шоу                                | додатни гласови |
| 2010-2011. | Потрага за Делтором                              | Франсоа |
| 2010. | Прича о играчкама 3                              | Бонина мама |
| 2010-2011. | Сирене                                           | Хенон Хошо, Сеира, Момо (дијалози)                                                                                             |
| 2011-2014. | Беново и Холино мало краљевство                  | Барнаби, Љубица, Госпођа Фотерингил                                                                                            |
| 2011-2015. | Гарфилдов шоу                                    | Лиз Вилсон, Арлин |
| 2011. | Јагодица Бобица: Бобичанствене пустоловине       | Лимунчица |
| 2011. | Подкетс                                          | Гала |
| 2011. | Црни казан                                       | Орвен, Вила |
| 2012-2017. | Миа и ја (С1-3)                                  | Тесандра (С2), Краљица Мајла, Пантеа, Грофица Ди Нола, Ксолана (С2), Гарнивера (С2)                                            |
| 2012. | Анђеоски пријатељи                               | Ури, Темптела |
| 2012. | Краљ диносауруса (Лаудворкс)                     | Лаура, Аки Тејлор |
| 2012. | Поручник жабац                                   | Нацуми Хината, Сумомо |
| 2013. | Авантуре Чака и пријатеља (Лаудворкс)            | Холи |
| 2013. | Бројне пустоловине Винија Пуа                    | Ру |
| 2013. | Вондер петс                                      | додатни гласови |
| 2013. | Клифорд (Лаудворкс)                              | Госпођа Браун |
| 2013. | Крипи                                            | Бани |
| 2013. | Принцезе                                         | Ринго Јукимори |
| 2013. | У ритму срца                                     | Марија Такарада |
| 2013. | Лисица и пас                                     | Удовица Твид |
| 2013. | Хватај коња!                                     | Мини Маус |
| 2014. | Гон                                              | Куман, Ори, Витека, Суко |
| 2014. | Јастучићи                                        | Краљица вила |
| 2014. | Кошница                                          | Краљица, Госпођа Оса |
| 2014. | Лалалупси                                        | Пепер, Марина |
| 2014. | Лего пријатељи (Лаудворкс)                       | Миа |
| 2014. | Мали вук                                         | Бака, Грлиша |
| 2014. | Меде Медењаци: Добро дошли у Доброград           | Сања, Бака, девојчице |
| 2014. | Погађајте са Чађом (Лаудворкс)                   | Мими |
| 2014. | Покојо (Лаудворкс)                               | Покојо |
| 2014. | Пчелица Маја (2012)                              | Макс |
| 2014. | Смрда фу                                         | Патка, Чапља |
| 2014. | Чувари снова                                     | Ајсела |
| 2015. | Барби и њене сестре у великој авантури са куцама | Челси |
| 2015. | Магична породица                                 | Љутиција |
| 2015-2022. | Марсупилами: Хуба! Хуба! Хоп!                    | Дајана Форстер; Фелисија Деворт (С3)                                                                                           |
| 2015. | Миш Тип                                          | Тип, Офи |
| 2015. | Пепа Прасе (Студио)                              | Пепа Прасе, Мадам Газела |
| 2015. | Пепа Прасе (Блу хаус)                            | Пепа Прасе |
| 2016. | Клоин ормарић                                    | Дени, Лил, мама |
| 2016. | Ленин ранч (сезона 2)                            | Саманта |
| 2016. | Тинејџ вештица                                   | Урсула Ван Пелт |
| 2016. | Чарли иде у школу                                | Лили, Пејџ, Шели |
| 2017. | Ники, Рики, Дики и Дон                           | Алекс Гурнашели, Госпођа Гресл                                                                                                 |
| 2017. | Пирата и Капетано                                | Пирата |
| 2017-2018. | Сунђер Боб Коцкалоне (Голд диги нет ТВ синх.)    | додатни гласови |
| 2017. | Три мачета                                       | Љутица |
| 2018. | Најбољи летачи                                   | Трини (С2Е25) |
| 2018. | Инстант мама                                     | додатни гласови |
| 2018. | Ја сам Френки                                    | Госпођица Хју |
| 2018. | Код куће: Авантуре Тип и Оа                      | Луси Тучи итд. |
| 2018. | Кућа Бука                                        | Лиса Бука (неке епизоде) |
| 2018. | Миракулус: Авантуре Бубамаре и Црног Мачора      | Госпођица Менделејев |
| 2018. | Развали игру                                     | Клер Бегонија |
| 2018. | Си дед ран                                       | Кристин, Кет итд. |
| 2018. | Ригл акедеми                                     | Зле полусестре (С2Е20) |
| 2019. | Апћиха!                                          | Директорка Исолде Хамер |
| 2019. | Блејз и чудовишне машине                         | Полицајка Ана |
| 2019. | Доживотна родбина                                | Судија |
| 2019. | Кунг-фу панда: Шапе судбине                      | Ну Хаи, Џејд Таск итд. |
| 2019-2021. | Нубови                                           | Марина Гомез (сем у С1Е2) |
| 2019. | Парк чудеса                                      | додатни гласови |
| 2019. | Патролне шапе                                    | Жена Птица, Хејли Дејли |
| 2019. | Боми и Пријатељи                                 | Јип, Маја |
| 2020. | Лего: Градска посла                              | Габи Премакамери (С1), Мери Синклер, Ширли (С2-3), Новица Партнер (сем у С3Е3, 5), Велика Бети (сем у С3Е5), Лери, тетка Ирена |
| 2020. | Прстохват магије                                 | Ђина Силверс |
| 2020. | Дорг Ван Данго                                   | Патронела |
| 2020. | Дугастично-лептираста једнорог-маца              | Атена |
| 2020. | Олијев свемирски ранац                           | Ашлор (сем у еп. 23Б), Кортни Пауереџ                                                                                          |
| 2020. | Хенри Опасност                                   | додатни гласови |
| 2020. | Тата-мата Расти                                  | Лијам (С3Е6-26) |
| 2021. | Мистерија породице Хантер                        | Изабел Џексон |
| 2021. | Авантуре шашаве дружине                          | Бакица, Петунија |
| 2021. | Варварка и трол                                  | Алвин |
| 2021. | Виктор и Валентино                               | Сењора Гонзалес; Лупе (С1, С2Е11, 19, 22)                                                                                      |
| 2021. | Време је за авантуру: Далеке земље               | додатни гласови |
| 2021. | Медвеђа дружина: Филм                            | додатни гласови |
| 2021. | Свемирски баскет: Ново наслеђе                   | Бакица |
| 2021. | Пепа Прасе (Голд диги нет)                       | Клои Прасе (неке епизоде), Госпођа Крава                                                                                       |
| 2022. | Томас и другари ()                               | Дизел |
| 2022. | Томас и другари: Трка за награду острва Содор    | Дизел |
| 2022. | Звездане стазе: Протозвезда                      | Бренаријска заставница |
| 2022. | Дечак који је викао вукодлак                     | Мадам Варколак |
| 2022. | Краљ Птичица                                     | Бакица |
| 2022. | Код куће за празнике                             | Луси Тучи итд. |
| 2023. | Трансформерси: Земаљска искра                    | Агент Бугери |
| 2023. | Томас и другари: Мистерија Осматрачнице          | Дизел |
| 2023. | Нинџаго: Уздизање змајева                        | додатни гласови |
| 2024. | Било једном у студију                            | Мини Маус |
| 2024. | Рони, Оли, рони: Херој у чаробној потрази        | Оли, Пич, Шаркскин (дете) |
| 2024. | Норм северњак: Кључеви краљевства (Студио)       | Вера, Елизабет |